# Башни-близнецы (фильм)
«Башни-близнецы» (англ. World Trade Center, в переводе — Всемирный торговый центр) — кинофильм Оливера Стоуна о событиях 11 сентября 2001 года.

## Сюжет
11 сентября 2001 года сотрудники полиции портового управления были направлены в центр Манхэттена в ответ на то, что Северная башня Всемирного торгового центра была атакована самолётом. По пути офицеры узнают, что Южная башня также была атакована другим самолётом. Сержант Джон МакЛаглин, ветеран взрыва 1993 года, собирает группу добровольцев: офицеров Антонио Родригеса, Уилла Химено и Доминика Пеццуло, чтобы забрать спасательное оборудование из Здания 5. К ним присоединяется офицер Кристофер Аморозо.
Когда пять офицеров готовятся войти в Северную башню из вестибюля, Южная башня начинает рушиться прямо на них, и МакЛаглин понимает, что их единственный шанс выжить — укрыться в шахте лифта. МакЛаглин, Химено и Пеццуло выживают, но оказываются в ловушке под обломками. Пеццуло пытается, но безуспешно, освободить Химено, ноги которого зажаты. МакЛаглин, который тоже зажат, беспомощно слушает, как Северная башня начинает рушиться. Пеццуло получает смертельные ранения, когда бетонная плита раздавливает его туловище, но умудряется один раз выстрелить из своего пистолета в воздух, пытаясь предупредить спасателей об их месте нахождения непосредственно перед смертью. Химено и МакЛаглин проводят мучительные, ужасающие часы под обломками, рассказывая друг другу о своей жизни. Тем временем их семьи пытаются узнать, живы ли они.
Когда начинает рушиться Здание 7, оба мужчины кричат и принимают свою кончину, но они выживают без дальнейшего вреда. МакЛаглин пытается не дать Химено уснуть, поощряя его неоднократно дергать за металлическую трубу, чтобы потенциальные спасатели могли их услышать. Проходят часы, и МакЛаглин то приходит в сознание, то теряет его. Оба соглашаются остаться в живых друг ради друга.
Двое морских пехотинцев, Дэйв Карнс и Джейсон Томас, которые ищут выживших, слышат шум, производимый Химено, и находят людей, зовя на помощь, чтобы выкопать их. После нескольких часов усилий спасателей сначала спасают Химено, а затем, спустя несколько часов, и МакЛаглина извлекают из-под обломков в критическом состоянии. Оба мужчины воссоединяются со своими семьями в больнице и проходят медицинское лечение, включая многочисленные операции, а МакЛаглин вводится в медикаментозную кому.
В 2003 году Химено и МакЛаглин, оба уволенные со службы по медицинским показаниям, проводят праздничное барбекю со своими семьями. Эпилог показывает, что они были двумя из двадцати человек, найденных живыми в Граунд-Зиро, и они были восемнадцатым и девятнадцатым соответственно. Дэвид Карнс вновь поступил на службу в морскую пехоту и отслужил два срока во время войны в Ираке.

## В ролях
| Актёр              | Роль                     |
| ------------------ | ------------------------ |
| Николас Кейдж      | Джон МакЛаглин           |
| Мария Белло        | Донна МакЛаглин          |
| Майкл Пенья        | Уилл Химено              |
| Мэгги Джилленхол   | Эллисон Химено           |
| Майкл Шэннон       | сержант Дэйв Кернс       |
| Джей Эрнандес      | офицер Доминик Пеццуло   |
| Стивен Дорфф       | Скотт Штраус             |
| Джон Бернтал       | офицер Кристофер Аморозо |
| Ник Дамичи         | лейтенант Кассиматис     |
| Дэнни Нуччи        | офицер Джиральди         |
| Уильям Мэйпотер    | сержант Джейсон Томас    |
| Армандо Риеско     | офицер Антонио Родригес  |
| Коннор Паоло       | Стивен МакЛаглин         |
| Энтони Пиччининни  | ДжейДжей МакЛаглин       |
| Алекса Герасимович | Эрин МакЛаглин           |
| Морган Флинн       | Кейтлин МакЛаглин        |
| Брэд Уильям Хэнке  | Брат Эллисон             |
| Ник Дамичи         | лейтенант Кассиматис     |
| Роджер Кросс       | врач                     |

## Съёмочная группа
- Режиссёр: Оливер Стоун
- Продюсеры: Мориц Борман, Майкл Шэмберг, Стейси Шер, Дебра Хилл
- Сценаристы: Андреа Берлофф
- Композитор: Крэйг Армстронг
- Оператор: Симус МакГарви
- Монтаж: Дэвид Бреннер, Джули Монро

## Награды
- 2006 — награда Свобода выражения (Freedom of Expression Award) от Национального совета кинокритиков США